# کورگلا
کورگلا (به لاتین: Kurgla) یک منطقهٔ مسکونی در استونی است که در دهستان راسیکو واقع شده‌است.